# Lucio Volcacio Tullo (console 33 a.C.)
Lucio Volcacio Tullo  (in latino Lucius Volcatius Tullus; fl. I secolo a.C.) è stato un politico romano.

## Biografia
Figlio del console omonimo del 66 a.C., fu pretore urbano nel 46 a.C.. Nel 45 a.C. fu propretore della provincia della Cilicia e mantenne tale carica fino al 44 a.C..
Nel 33 a.C. condivise la carica di console insieme con Ottaviano. Fu proconsole in Asia, ma è incerto se tra 28 a.C. ed il 27 a.C. oppure tra il 27 a.C. ed il 26 a.C..
Properzio lo cita nella prima elegia del Monobiblos.